# Porrima
Porrima es el nombre de la estrella γ Virginis (γ Vir / 29 Virginis), la segunda más brillante de la constelación de Virgo, después de Espiga (α Virginis), y la 122 más brillante del cielo nocturno.
Se encuentra a 38,6 años luz de distancia del sistema solar.

## Nombre
El nombre de Porrima, proveniente del latín, alude a una diosa de la mitología romana que junto a Postversa, era una de las dos ayudantes de Carmenta, la diosa del parto y la profecía. Se la invocaba para que previniera y protegiera los partos normales, aquellos en los que el bebé nacía de cabeza.
En el siglo II esta estrella era conocida por Aulo Gelio como Prorsa y Prosa.
En la antigua Babilonia señalaba la decimonovena constelación eclíptica, Shur-mahrū-shirū, y a título individual era llamada Kakkab Dan-nu, la «Estrella del Héroe».
En China recibía el nombre de Shang Seang, el «Alto Ministro de Estado».

## Características físicas
Porrima es una estrella binaria compuesta por dos estrellas de magnitud aparente +3,48 y +3,50 prácticamente idénticas. Ambas son estrellas blanco-amarillas de la secuencia principal de tipo espectral F0V y 7100 K de temperatura superficial. La luminosidad de cada una de ellas es unas 4 veces mayor que la luminosidad solar y tienen un diámetro un 20 % más grande que el del Sol.
Cada una de ellas tiene una masa aproximada de 1,4 masas solares y la edad del sistema se estima en 1700 millones de años.
A diferencia de estrellas como el Sol donde la fusión nuclear de hidrógeno en helio se produce fundamentalmente por la cadena protón-protón, en estrellas con la masa de Porrima A y B el ciclo CNO es la fuente de energía predominante.
El período orbital del sistema es de 169 años y el plano orbital está inclinado 31° respecto al plano del cielo.
Aunque la separación media entre ambas es de 43 UA —poco más de la distancia existente entre Plutón y el Sol—, la alta excentricidad de la órbita hace que esta oscile entre 5 y 81 UA.
El último periastro —mínima separación entre componentes— tuvo lugar en 2005.
Porrima fue una de las primeras estrellas dobles descubiertas. Un misionero en la India, de nombre Richaud, descubrió su duplicidad en 1689. William Herschel midió su ángulo de posición en 1781, y su hijo, John Herschel, calculó su órbita en 1833. Hasta el comienzo de la década de 1990 era un objeto fácil para los astrónomos aficionados, pero la distancia aparente del sistema ha ido disminuyendo hasta 2005, a partir del cual vuelve a aumentar.